# Емельянов, Николай Филиппович
Емелья́нов, Никола́й Фили́ппович (1768— ?) — российский командир (воинский начальник) эпохи наполеоновских войн, генерал-майор.

## Биография
Из дворян.
- 9 июня 1779 — Записан сержантом в Черниговский пехотный полк.
- 1788—1790 — Участвовал в русско-шведской войне, произведен в прапорщики.
- 1799 — Участвовал в Итальянском и Швейцарском походах А. В. Суворова.
- Ноябрь 1805 — Отличился под Аустерлицем.
- 1806—1812 — Участие в русско-турецкой войне, сражался в Молдавии, Валахии, Бессарабии, Болгарии, участвовал в штурме Браилова, Рущука, Ловчи.
- 21 июля 1809 г. — Командир Выборгского мушкетерского полка.
- 13 апреля 1811 — Полковник.
- 2 июля 1811 — С семьей переезжает в город Пермь.
- 24 августа 1811 — Шеф Кабардинского пехотного полка.
- 10 ноября 1811 — Шеф Кексгольмского пехотного полка.
- 1812 — Вместе с полком сражался при Островне, Бородине, Валутиной Горе, Тарутине, Малоярославце, Дорогобуже, Вязьме, Красном.
- 1813—1814 — Участвовал в блокаде крепости Модлин в Польше, в боях при Бауцене, Дрездене, Кульме, Лейпциге, Бриенн-ле-Шато, Арси-сюр-Обе, в штурме Парижа.
- 15 сентября 1813 — Генерал-майор.
- 8 марта 1814 награждён орденом св. Георгия 4 кл. За отличие в сражении с французами при Арсисе. 8 декабря 1814 — Командир 2-й бригады 1-й гренадерской дивизии.
- 1821 — Окружной генерал 2-го округа Внутренней стражи.
- 7 декабря 1829 — Вышел в отставку с мундиром и пенсионом полного жалованья.

## Награды
- Орден Святой Анны 2-й степени (13.07.1799)
- Орден Святого Иоанна Иерусалимского почетный командорский крест (26.09.1799).
- Золотая шпага «За храбрость» с алмазами (1811)
- Орден Святого Георгия 4-го класса (08.03.1814)
- Орден Святого Владимира 3-й степени (17.09.1814)
- Орден Святой Анны 1-й степени (08.01.1815)
- Орден Красного орла 2-го класса (1813, королевство Пруссия)